# الن چان
الن چان (انگلیسی: Ellen Chan؛ زادهٔ ۱۶ فوریهٔ ۱۹۶۶) بازیگر و خواننده اهل هنگ کنگ است.
از فیلم‌ها یا برنامه‌های تلویزیونی که وی در آن نقش داشته‌است، می‌توان به مأموریت دیوانه‌وار ۵ و بازرسان دامن‌پوش اشاره کرد.